# 多毛毛萼越桔
多毛毛萼越桔（学名：Vaccinium pubicalyx var. leucocalyx）为杜鹃花科越橘屬下的一个变种。

## 扩展阅读
- 維基物種上的相關：多毛毛萼越桔